# Argyractis
Argyractis is een geslacht van vlinders uit de familie van de grasmotten (Crambidae), uit de onderfamilie van de Acentropinae. De wetenschappelijke naam van dit geslacht is voor het eerst voorgesteld door George Francis Hampson in een publicatie uit 1897.

## Soorten
- Argyractis argentilinealis Hampson, 1897
- Argyractis berthalis (Schaus, 1906)
- Argyractis cancellalis (Dyar, 1917)
- Argyractis cineralis Schaus, 1906
- Argyractis coloralis (Guenée, 1854)
- Argyractis dodalis Schaus, 1924
- Argyractis drumalis (Dyar, 1906)
- Argyractis elphegalis (Schaus, 1924)
- Argyractis flavalis (Warren, 1889)
- Argyractis iasusalis (Walker, 1859)
- Argyractis lophosomalis Hampson, 1906
- Argyractis obliquifascia (Hampson, 1917)
- Argyractis parthenodalis Hampson, 1906
- Argyractis paulalis (Schaus, 1906)
- Argyractis subornata (Hampson, 1897)
- Argyractis tapajosalis Schaus, 1924